# Ткачество на дощечках

Варианты дощечек

Ткачество на дощечках — один из самых старых способов создания особого тканого полотна — тесьмы.

## Устройство и использование
Ткаческие дощечки представляют собой тонкие пластины, как правило четырёхугольной формы (реже — трёх-, пяти- и шестиугольной) с отверстиями для нитей по углам.
Нити основы продеваются в отверстия дощечек и натягиваются.
Самый простой способ ткания — один конец основы привязать к неподвижному объекту, второй — к поясу ткача. Дощечки собираются вместе вплотную друг к другу. В образовавшийся между нитями зев продевается нить утка при помощи челнока. Поворачивая дощечки к себе или от себя, по отдельности или группами, после каждого проброса утка, получают различные рисунки тесьмы.
Существует также перекидная техника, когда дощечки на основе меняются местами.
Ткачество на дощечках в основном используется для тканья поясов и тесьмы различной ширины с разнообразными орнаментами.